# Hadeln (Adelsgeschlecht)

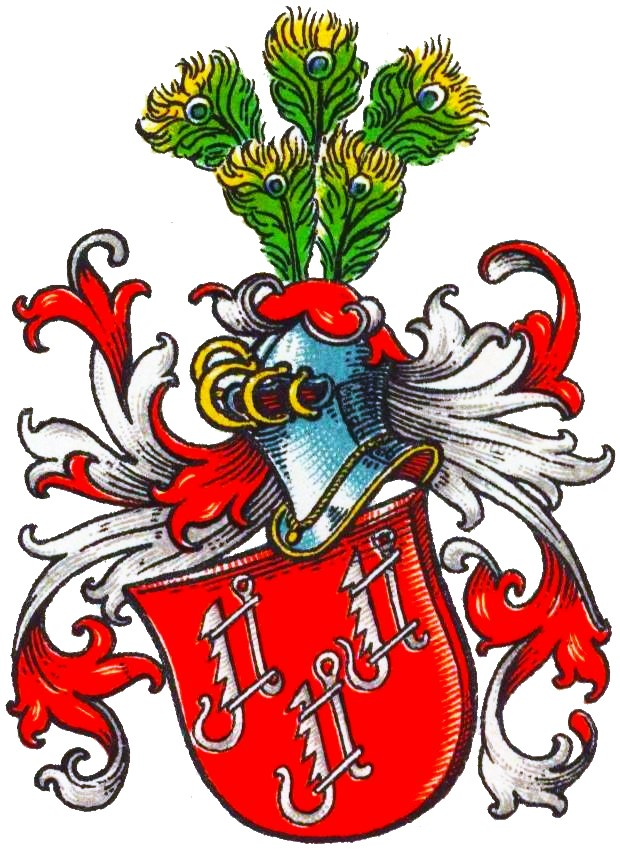
Wappen derer von Hadeln im Wappenbuch des Westfälischen Adels

Hadeln ist der Name eines alten Adelsgeschlechts, das dem kehdinger Uradel entstammt und seinen Namen nach dem Land Hadeln führt.

## Geschichte
Das Geschlecht erscheint erstmals 1375 urkundlich mit dem Knappen Peter von Hadeln, Otten Sohn, der einem Stader Ratsherren Ländereien zu Wechtern in Kehdingen verkauft. Am 1. September 1839 bekommt der Nassauische Oberstleutnant Heinrich von Hadeln die Nassauische Anerkennung des Freiherrnstandes.

## Wappen
Das Stammwappen zeigt in Rot drei silberne Kesselhaken nebeneinander. Auf dem Helm mit rot-silbernen Decken fünf natürliche Pfauenfedern oder ein Pfauenstoß.

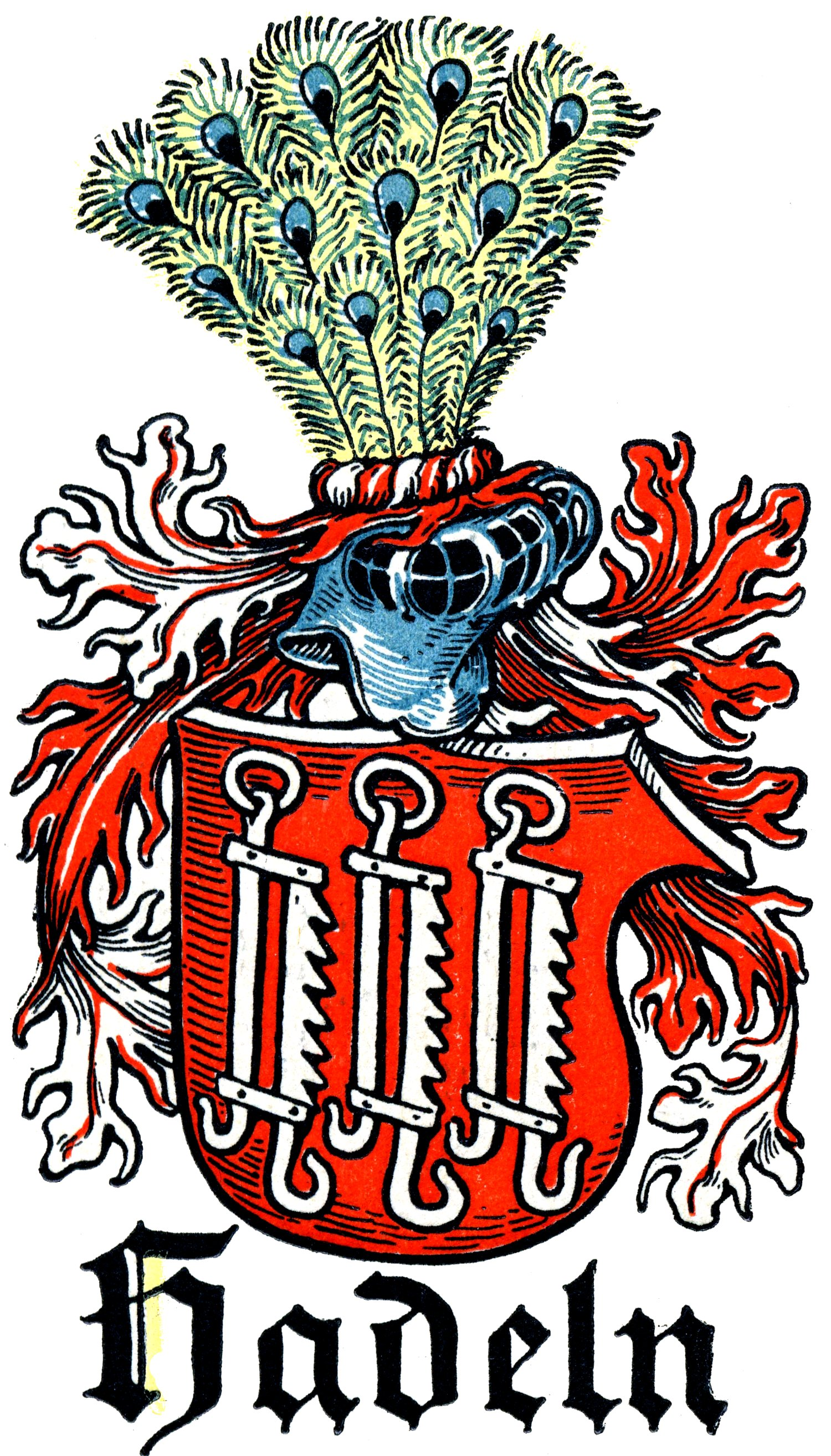
Wappen derer von Hadeln von Otto Hupp
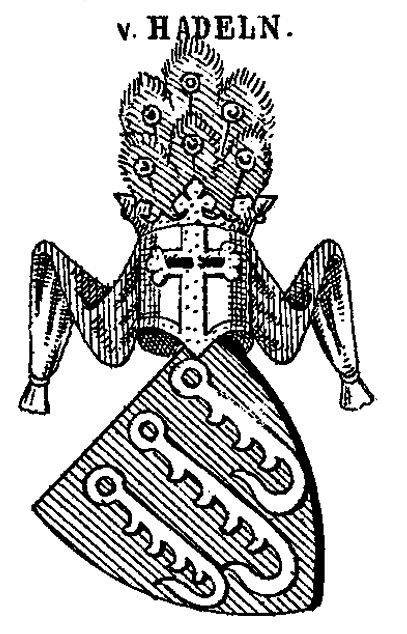
Wappen derer von Hadeln in Siebmachers Wappenbuch

## Bekannte Familienmitglieder
- Charlotte Freifrau von Hadeln (1884–1959), deutschnationale Funktionärin in Frauenverbänden und Schriftstellerin
- Detlev von Hadeln (1878–1935), deutscher Kunsthistoriker
- Heinrich von Hadeln (General, 1796) (1796–1867), nassauischer Generalleutnant
- Heinrich von Hadeln (General, 1871) (1871–1940), deutscher Generalleutnant
- Heinrich Friedrich August von Hadeln (1756–1809), deutscher General des Königreichs Westphalen

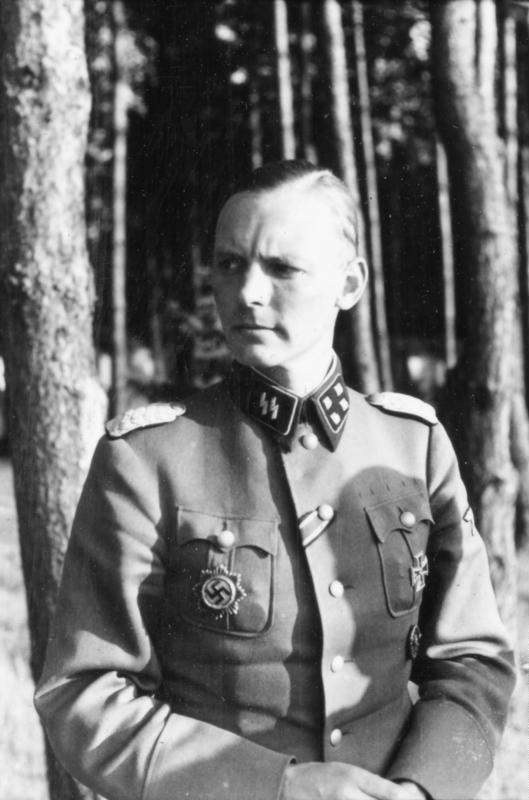
Hajo von Handeln, 1942
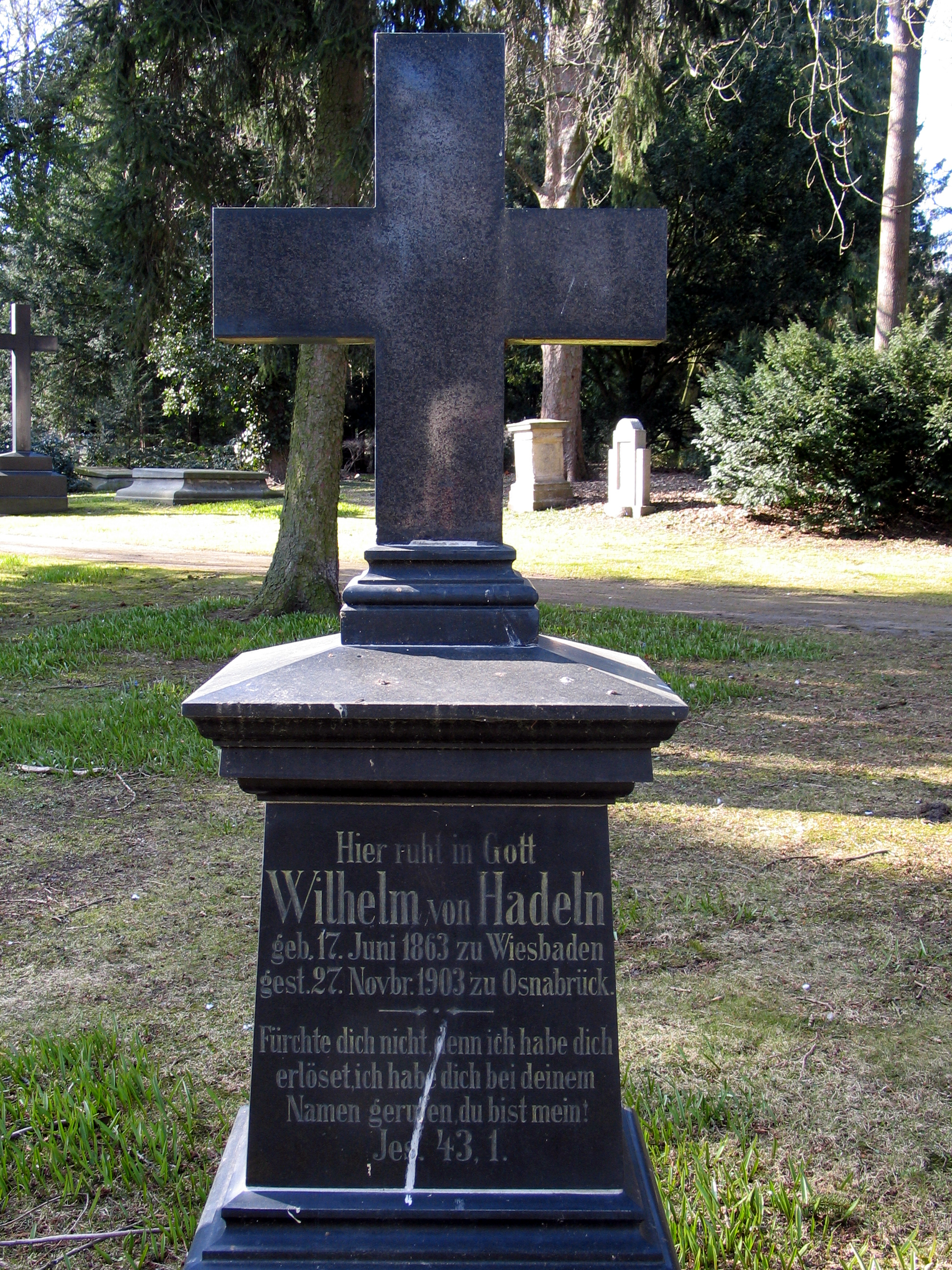
Grabmal von Wilhelm von Hadeln (1863–1903) in Celle